# سردون، ان
سردون، ان (به فرانسوی: Cerdon) یک کمون در فرانسه است که در کانتون پونت دین (Pont-d'Ain) واقع شده‌است.

## خصوصیات
سردون ۱۲٫۳۰ کیلومترمربع مساحت و ۷۶۶ نفر جمعیت دارد و ۳۰۰ متر بالاتر از سطح دریا واقع شده‌است.